# 西経164度線
西経164度線（せいけい164どせん）は、本初子午線面から西へ164度の角度を成す経線である。北極点から北極海、北アメリカ、太平洋、南極海、南極大陸を通過して南極点までを結ぶ。
西経164度線は、東経16度線と共に大円を形成する。

## 通過する地域一覧
西経164度線は、北極点から南極点まで南に向かって以下の場所を通っている。
| 地理座標                                               | 国土・領土・領海 | 備考                                                    |
| ------------------------------------------------------ | ---------------- | ------------------------------------------------------- |
| 北緯90度0分 西経164度0分 / 北緯90.000度 西経164.000度  | 北極海           |                                                         |
| 北緯71度44分 西経164度0分 / 北緯71.733度 西経164.000度 | チュクチ海       |                                                         |
| 北緯68度59分 西経164度0分 / 北緯68.983度 西経164.000度 | アメリカ合衆国   | アラスカ州                                              |
| 北緯67度32分 西経164度0分 / 北緯67.533度 西経164.000度 | チュクチ海       | コツビュー湾（英語版）                                  |
| 北緯66度36分 西経164度0分 / 北緯66.600度 西経164.000度 | アメリカ合衆国   | アラスカ州 — スワード半島                               |
| 北緯64度33分 西経164度0分 / 北緯64.550度 西経164.000度 | ベーリング海     | ノートン湾                                              |
| 北緯63度15分 西経164度0分 / 北緯63.250度 西経164.000度 | アメリカ合衆国   | アラスカ州 — ユーコン・カスコクウィム・デルタ（英語版） |
| 北緯59度49分 西経164度0分 / 北緯59.817度 西経164.000度 | ベーリング海     |                                                         |
| 北緯54度59分 西経164度0分 / 北緯54.983度 西経164.000度 | アメリカ合衆国   | アラスカ州 — ユニマック島（英語版）                     |
| 北緯54度37分 西経164度0分 / 北緯54.617度 西経164.000度 | 太平洋           |                                                         |
| 南緯60度0分 西経164度0分 / 南緯60.000度 西経164.000度  | 南極海           |                                                         |
| 南緯78度15分 西経164度0分 / 南緯78.250度 西経164.000度 | 南極大陸         | ロス海属領 - ニュージーランドが領有権主張               |